# CJBC-FM
CJBC-FM est une station de radio publique non commerciale canadienne appartenant à la Société Radio-Canada, affiliée à ICI Musique. Il diffuse à la fréquence 90,3 MHz sur la bande FM à Toronto, dans la province de l'Ontario, servant la communauté franco-ontarienne de la région.
Les studios sont situés au Centre de radiodiffusion canadien au chemin de Front Street West dans le centre-ville de Toronto.
CJBC-FM est une station de classe B. Elle a une puissance apparente rayonnée (PAR) de 5 730 watts (10 000 watts maximum). L'émetteur est situé au sommet de la First Canadian Place de la route King Street West dans le quartier financier de Toronto.

## Histoires
La station de radio a été diffusée le 3 novembre 1992. C'est une station sœur de la CJBC (860 AM), faisant partie du réseau d'Ici Radio-Canada Première.
En décembre 2017, CJBC-FM a ajouté un flux HD Radio pour diffuser un signal de radio numérique de haute qualité. CJBC-FM a des retransmetteurs à Windsor et à Paris, desservant les deux autres villes ontariennes de Kitchener et de Waterloo.

## Émissions
En tant que membre du réseau d'Ici Musique, CJBC-FM diffuse principalement les mêmes émissions que le reste du réseau.
Bien que la station d'Ici Radio-Canada Première à Toronto ne diffuse uniquement au poste de la radio AM, CJBC-FM diffuse simultanément les émissions locales du matin et de l'après-midi de la même poste de radio de Toronto, Y'a pas deux matins pareils et L'heure de pointe.
L'émission du matin est diffusée simultanément depuis 2004. L'émission de l'après-midi est diffusée simultanément sur CJBC-FM depuis 2020, avec une diffusion simultanée à temps plein de la station AM pour ajouter plus tard sur le sous-canal HD2.

## Émetteurs
| Villes                     | Identifiant | Fréquence | Puissance    | Classe | Coordonnées géographiques, | Décision CRTC |
| -------------------------- | ----------- | --------- | ------------ | ------ | -------------------------- | ------------- |
| Windsor                    | CJBC-FM-1   | 103.9 FM  | 6 000 watts  | A      |                            |               |
| Paris (Kitchener/Waterloo) | CJBC-FM-2   | 89.9 FM   | 14 800 watts | B      |                            |               |